# Метапонт (мифология)
Метапонт (или Метаб, др.-греч. Μεταπόντιον, Μέταβος) — персонаж древнегреческой мифологии. Сын Сисифа, участник Троянской войны, эпоним города Метапонта. По другой версии, сын Алибанта, его могила в Метапонте. Согласно историку Антиоху, это царь, к которому привели Меланиппу-узницу (она же Арна). Царь Метапонта. Муж Автолиты (либо Феано). Он усыновил сыновей Арны Эола и Беота в соответствии с оракулом. Когда они выросли и убили Автолиту, Метапонт изгнал их. Действующее лицо трагедии Еврипида «Меланиппа-узница».